# Arvo Askola
Arvo Askola, född 2 december 1909 i Valkeala, död 23 november 1975 i Kuusankoski, var en finländsk friidrottare.
Askola blev olympisk silvermedaljör på 10 000 meter vid sommarspelen 1936 i Berlin